# Travoltas
Travoltas is een poppunkband die werd opgericht in de Nederlandse plaats Dongen. De band bestond onder meer uit Perry Leenhouts, Vincent Koreman, Erik van Vugt, Jochem Weemaes en Wouter Verhulst.

## Geschiedenis
Leenhouts en Koreman speelden samen in een punk- en een metalband. Toen deze in 1989 ophielden te bestaan, vormden zij Travoltas. Na het uitbrengen van de demo Saturday Night Beaver (1991) trad de band veel op in Nederland en België. In 1993 hield de band kort op te bestaan omdat twee leden in het nationale hockeyteam speelden en dus te weinig tijd hadden om te oefenen en op te treden.
In 1994 besloten Leenhouts en Koreman tot een doorstart met enkele nieuwe leden. In 1995 verscheen de tweede demo, getiteld Virgins From Planet Sex, waarop de band een contract tekende bij het Rotterdamse platenlabel FTI Records. In werkelijkheid brachten ze de plaat in eigen beheer uit en lieten ze een vriend namens de platenmaatschappij het woord doen. In 1996 verscheen de mini-cd Kill ! Kill ! Kill ! Sex ! Sex ! Sex !. 
Het tweede album, getiteld Baja California, verscheen in februari 1997 bij GAP Recordings. In augustus van dat jaar toerde de groep door Europa en verzorgden ze het voorprogramma voor Marky Ramone. Ramone bood aan hun nieuwe album te produceren. Dit album, Modern World geheten, kwam uit in 1998 en betekende de definitieve doorbraak van de band. In november verzorgden ze in Nederland het voorprogramma van The Offspring. 
De Travoltas speelden op 17 maart 1999 op South by Southwest in Austin, Texas. Vervolgens tekende de band een contract voor de VS met Coldfront Records. Het album Teenbeat verscheen in 2000 op het label CNR. Het album werd ook uitgebracht in Japan (met de teksten vertaald in het Japans). Eind 2000 verscheen de cd From The Secret Vaults Of Johnny Weissmuller met daarop B-kantjes en tot dan toe onuitgebracht materiaal. Het album Teenbeat werd in maart 2001 ook in Amerika uitgebracht door Coldfront Records, en door Roadrunner werd het uitgebracht in Japan en Canada. In juni 2001 werd het nieuwe album Club Nouveau uitgebracht.
In januari 2002 verscheen in Amerika het album Step on the Gas (& Don't Look Back). In hetzelfde jaar kwam ook het album Endless Summer uit. De band toerde gedurende zeven weken door Amerika en drie maanden door Europa. In april 2003 verscheen A Travoltas Party, een akoestisch/livealbum.
In februari 2005 verscheen het album The Highschool Reunion met daarop drie bonustracks (waaronder Told You So) en niet eerder uitgebracht live-materiaal. Via het Japanse In 'n Out Records werd dit album ook in Japan uitgebracht, evenals Endless Summer en A Travoltas Party! uit. De band trad op in Osaka, Fujisawa en Tokio.
In september 2006 maakte de bandleden bekend ermee te stoppen. De Travoltas verzorgden hun laatste optreden op 18 november in Madrid. In 2014 staan drie reünieconcerten gepland in Zwolle, Tilburg en Amsterdam.

## Discografie
Albums
- Saturday Night Beaver (demo, 1990)
- Virgins From Planet Sex (demo, 1995)
- Kill! Kill! Kill! Sex! Sex! Sex! (mini-CD, 1996)
- Baja California (1997)
- Modern World (1998)
- Teenbeat (CNR/Roadrunner, 2000)
- Beating Up Schoolgirls (splitalbum met The Apers, 2000)
- Club Nouveau (2001)
- Step on the Gas (& Don't Look Back) (alleen in de V.S., 2002)
- Endless Summer (2002)
- A Travoltas Party! (akoestisch/livealbum, 2003)
- The Highschool Reunion (2005)
- The Longest Wait (mini-CD, 2014)
- Until we hit the Shore (2017)
- Back to the City (mini-CD, 2021)
- Rock 'N' Roll Universal International Problem (splitalbum met Huntingtons, 2022)

Singles
- Waimea (1997)
- I Want To Believe (1998)
- C'Mon Rock City (1998)
- You Got What I Need (2000)
- Do It Again (2001)